# Four Essential Buddhist Commentaries
A Four Essential Buddhist Commentaries (magyarul: Négy fontos buddhista szövegmagyarázat) a 14. dalai láma, Tendzin Gyaco által készített szövegmagyarázatok Thogmed Zangpo A harminchét bodhiszattvagyakorlat, Congkapa Az ösvény három fő aspektusa (tibeti: Lam-co nam-szum), Langri Thangpa gese Nyolc vers a szellem képzésére és a 7. dalai láma (Kalszang Gyaco) A négy tudatosság éneke című műveihez. Az első két szövegmagyarázat a Bódhifa alatt készült Bodh-Gajában 1981 januárjában, a második kettő Svájcban 1979 júliusában.

## Tartalma
Mindegyik szöveg előtt szerepel az eredeti, tibeti nyelvű szöveg és annak angol fordítása. A dalai láma az együttérzésre és az emberi testvériségre helyezi a hangsúlyt, amelyek a spirituális fejlődés elérésének illetve a társadalmi betegségek leküzdésének egyedüli eszközei. A könyv első részében szerepel, hogy a buddhizmus szerint melyek számítanak negatív cselekedetnek (elvenni mások életét, elvenni, amit nem adtak, valótlant állítani, viszályt szítani, másokat zavaró, káromló nyelv használata, megkívánni mások tárgyait, rosszindulatú magatartás, helytelen szexuális viselkedés, bódító szerek fogyasztása), amelyeket érdemes elhagyni a szamszárában való nem üdvös újjászületések elkerülése érdekében. A szenvedés forrása a zavaró érzelmek, amelyek közül a két alapvető a ragaszkodás és az undor. Mindkettő a nemtudásból fakad, amely valójában helytelen nézetet jelent. A helytelen nézet gyakorlással kijavítható, amely által a valóság úgy látható, ahogyan az van. A könyvben szereplő módszer a mahájána módszerét használja, tehát a bódhicsitta felébresztésén keresztül szerez motivációt a gyakorló a célja, a megvilágosodás eléréséhez.
A könyv második részében kerülnek kifejtésre olyan fontos buddhista fogalmak, mint a lemondás (nekkhamma), a bódhicsitta és az üresség (súnjata) természete. Congkapa szövege rövid, de úgy tartják, hogy tartalmazza Buddha összes tanításainak az esszenciáját. A lemondás egy belső élmény, nem a világ jó dolgainak szándékos eldobása, hanem a ragaszkodás szokásának lecsökkentése, amely megóvja a tárgyakkal kapcsolatba kerülő gyakorlót a helytelen viselkedésektől. A bódhicsitta lényege, hogy feloldja a zavaró érzelmeket, mint a vágy, harag, türelmetlenség, és gyakorlásával elérhető az egyenlőség érzése, egy olyan világegyetem, ahol mindenki egyenlő, de nem azért mert a gyakorló fizikálisan próbált másokon változtatni, hanem a változás a gyakorló saját tudatán belül zajlott le.
A könyv harmadik része A Nyolc vers a szellem képzésére első hét versszaka a belső ösvény módszer kiművelésének gyakorlataival foglalkozik. Ezek az együttérzés, az egyetemes segítőkészség, a törekvés a tökéletes felébredettség buddhaállapotának elérésére, stb. A nyolcadik versszak az ösvény bölcsesség kiművelésének gyakorlataira irányul. Az első két versszakban az emberi lét értékességén és az alázatosságon van a hangsúly, amely ugyanakkor önbizalommal kezelendő, nem úgy, hogy mindenki mást magunk fölé helyezünk, inkább úgy mintha mások is a testrészeink volnának, így rendkívül fontosak számunkra. A dalai láma kitér arra, hogy az ellenségeink lehetnek a legjobb tanítóink. A számukra felajánlott győzelem természetszerűen jön, amint elnyomott érzőlénynek tekintjük őket, akiknek szükségük van a nagylelkűségünkre. Ha rosszul bánnak velünk azok, akikért jót cselekedtünk, az felszabadít bennünket a díjazás önző elvárásaitól. Az utolsó versszakok arra buzdítják a gyakorlót, hogy önakaratából vegye át másoktól a szenvedéseiket.
A 7. dalai láma (Kalszang Gyaco) A négy tudatosság éneke című műve nem a tudatosság meditáció (Szatipatthána) általános négy gyakorlatára vonatkozik, hanem a tantrikus buddhizmus négy speciális jógájára. Ez a mű a középút filozófiájának bemutatására szolgál.